# Dickie Carr
Richard John „Dickie” Carr  (ur. 21 stycznia 1911 w Jha Jha, zm. 25 kwietnia 2000 w Australii) – indyjski hokeista na trawie oraz lekkoatleta. Złoty medalista olimpijski z Los Angeles.
Zawody w 1932 były jego jedynymi igrzyskami olimpijskimi. W turnieju wystąpił w jednym  spotkaniu strzelając jednego gola dla swojej reprezentacji. Był również lekkoatletą. Startował w sztafecie 4 × 100 metrów (Indie odpadły w eliminacjach).